# Neopachyloides
Neopachyloides is een geslacht van hooiwagens uit de familie Gonyleptidae.
De wetenschappelijke naam Neopachyloides is voor het eerst geldig gepubliceerd door Roewer in 1913. 

## Soorten
Neopachyloides is monotypisch en omvat slechts de volgende soort:
- Neopachyloides spinipes